# Нечимне
Нечи́мне — ландшафтний заказник загальнодержавного значення, урочище. Розташований у межах Ковельського району Волинської області.
Природний комплекс площею 40 гектарів, що складається із озера Нечимне карстового походження, сфагнового болота, мальовничих луків та цінних, високобонітених насаджень дуба черешчатого.
Утворений згідно з Постановою Ради Міністрів УРСР № 132 від 25 лютого 1980 року як заповідна територія загальнодержавного значення.
Заказник розташований за 8 кілометрів на північний захід від села Скулин (на північний схід від м. Ковеля) Ковельського району Волинської області, у Скулинському лісництві філії «Ковельське лісове господарство», квартал 70, вид. 1-26.

## Флора
Урочище Нечимне (Нечімле) має і велику ботанічну цінність. Тут зростають рідкісні представники волинської флори: росичка англійська, пальчатокорінник травневий, булатка червона, верба чорнична, верба лапландська, береза низька, шейхцерія болотна, косарики черепитчасті, лілія лісова та інші.
За даними Л. Я. Партики в заказнику Нечимне виявлено 64 види мохоподібних: 8 — печіночників і 56 видів мохів. Найбагатшими виявились родини сфагнових і амблістегієвих, що свідчить про заболоченість цієї території. Серед знайдених є ряд рідкісних та цікавих видів, зокрема печіночники геокалікс пахучий і аневра лиснюча, реліктові мохи томентипн блискучий і гелодій Бландова, який занесений до Червоної книги України.
Флору і рослинність, подібну до такої, що сформувалась на берегах озера Нечимне, в Ковельському р-ні має ще оз. Охотин (ботанічний заказник місцевого значення «Любче»). Тут також знайдені береза низька, росичка англійська, шейхцерія болотна, ряд орхідей, а з мохів — томентипн блискучий, сплахнум пляшкоподібний і «червонокнижна» меезія тригранна (Вірченко, 2014).

## Історико-культурне значення
У ландшафтному заказнику Нечимне щорічно відбувається поетичне свято «Лісова пісня», започатковане волинськими літераторами. У серпні 2004 року на поетичному святі у новозбудованому дерев'яному будиночку була відкрита музейна експозиція «Лісова пісня», створена працівниками Колодяжненського літературно-меморіального музею Лесі Українки.

Вважається, що озеро Нечимне та прилегла місцевість описані Лесею Українкою в драмі-феєрії Лісова пісня:

|  | Саме озеро - тиховоде, вкрите ряскою та лататтям, але з чистим плесом посередині. Містина вся дика, таємнича, але не понура, - повна ніжної, задумливої поліської краси. |

Згадана постанова Ради Міністрів УРСР урахувала також інтерес до цієї місцевості з боку радянських діячів культури М. Т. Рильського, А. Й. Кос-Анатольського та інших. Згідно з постановою, був утворений філіал музею Лесі Українки в Колодяжному, Музей «Лісової пісні». У першій половині 2000-х років будинок-музей був ущент спалений, загинула велика експозиція, що включала автографи поетеси, стародруки, етнографічні матеріали. Відбудований у 2004-му році.

## Екологічне лихо на озеріНечимне
Протягом тривалого часу озеро, що займає центральну частину урочища Нечимне, перетворюється на болото. Його колишня глибина є основою версії про походження гідроніму «не-чим-не виміряти», тепер же вона щороку зменшується за рахунок рослинних залишків та мулу, потужність цих відкладів становить 8,6 метрів, глибина води в меженний період — всього 15—30 сантиметрів. Озеро відступило від своїх прадавніх берегів більше, як на 100 метрів. Водне плесо, яке згадувала Леся Українка, втрачене.
У 2005—2006-их роках була проведена експертиза та складені проекти відновлення озера шляхом його поглиблення. Держава підтримала проект очистки озера та виділила на це кошти. Однак роботи зупинились, не була завершена навіть електрифікація — першочергове завдання для роботи очисної техніки.

## Археологічні дослідження в урочищі
Лісова галявина на схід від озера Нечимне привернула увагу археологів із ДП «Волинські старожитності». Над заболоченою місцевістю розташований невеликий пагірок, ділянка якого розмірами 20х30 метрів містять залишки поселення епохи бронзи. Наукова археологічна експертиза проводилась на ділянці, визначеній у проекті відновлення Нечимного для будівництва артезіанської свердловини. Попереднє обстеження та шурфування, проведені під керівництвом Олексія Златогорського, з'ясували стратиграфію ґрунтів, виявили кераміку бронзової доби й остеологічні залишки зі слідами обробки — обрізки оленячого рогу. Докладніші відомості можуть бути отримані лише в результаті повноцінних розкопок. На думку О. Є. Златогорського, там буде виявлено тимчасове поселення, можливо, у вигляді одної великої землянки.

## Галерея

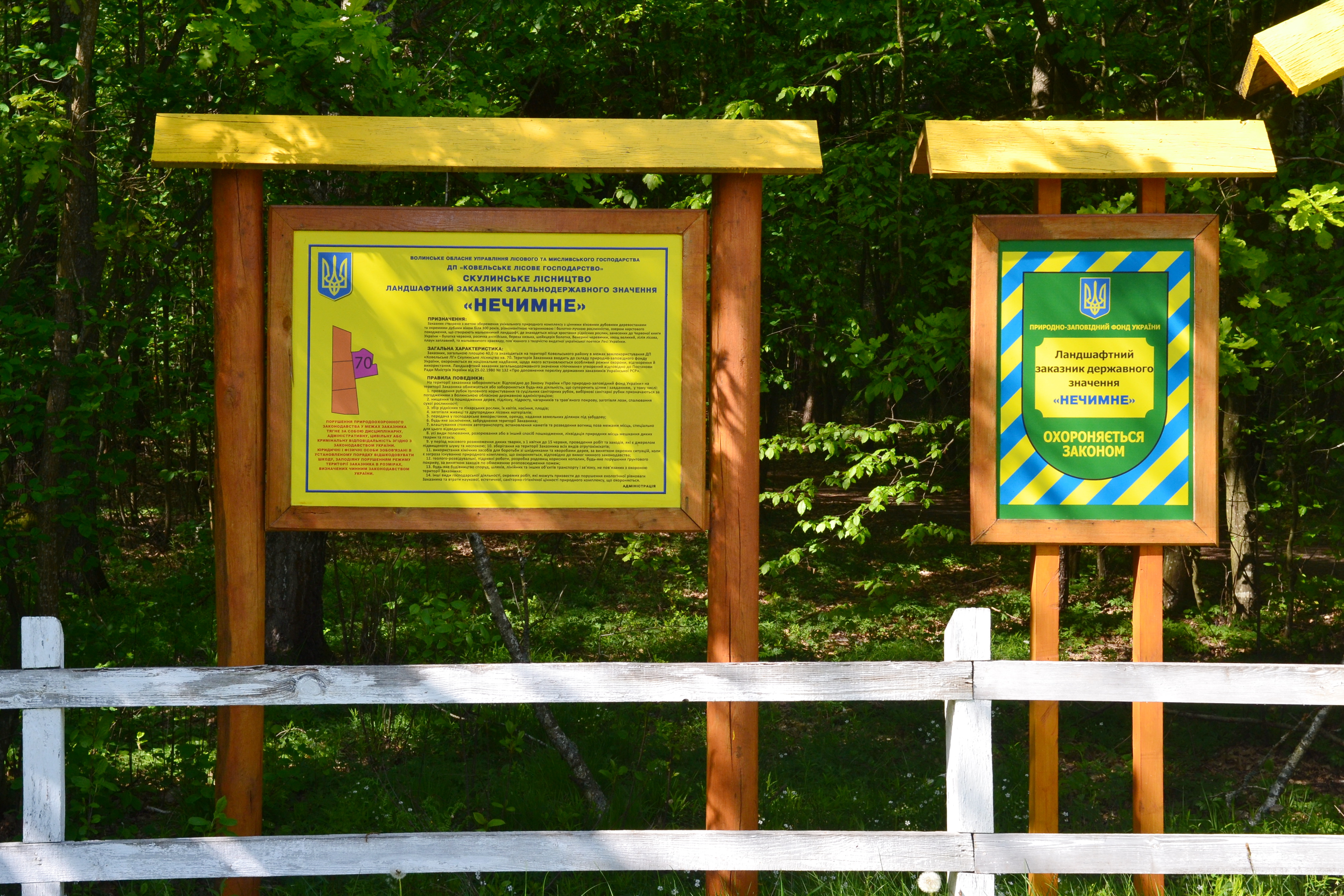
Охоронні знаки
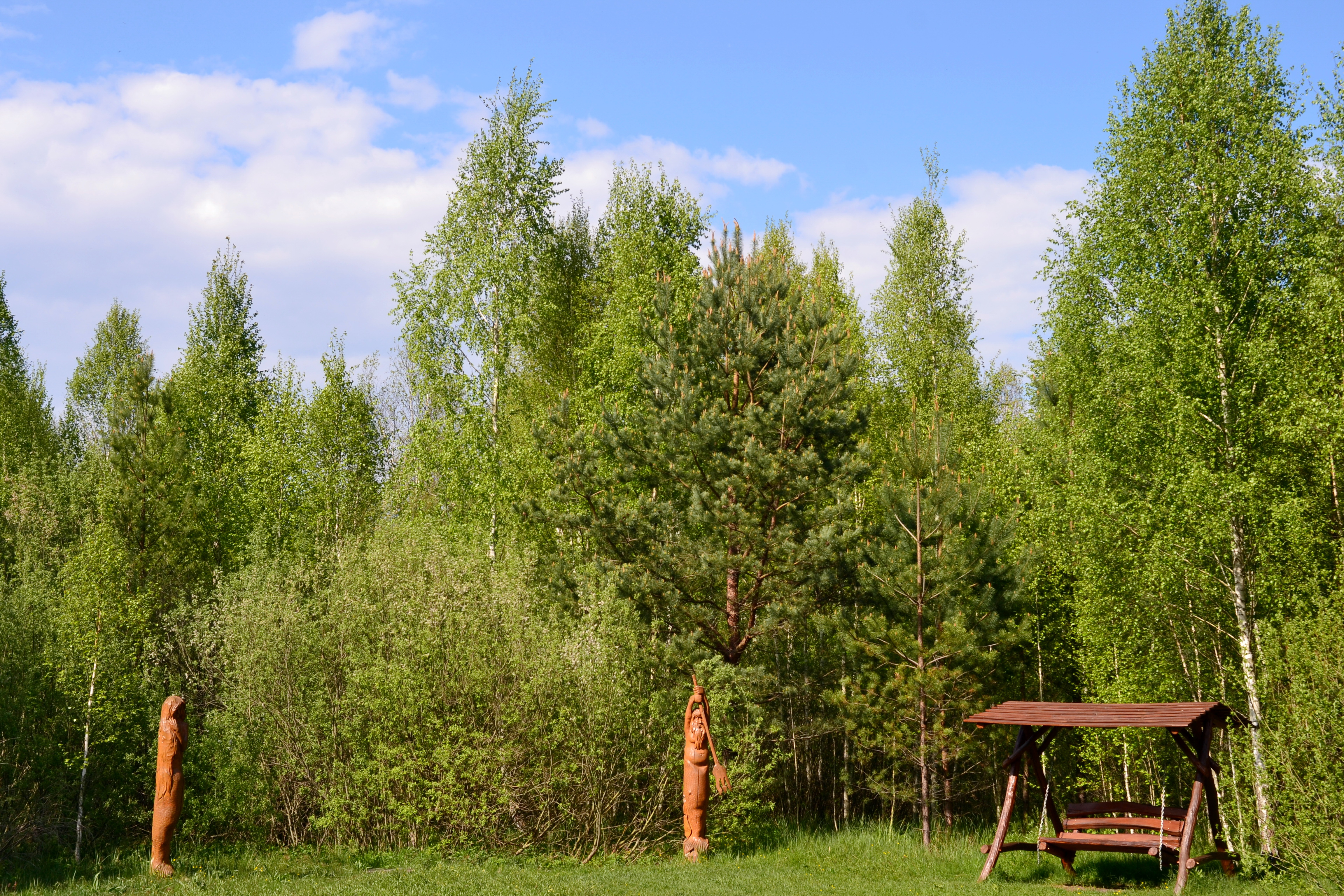
Галявина перед озером
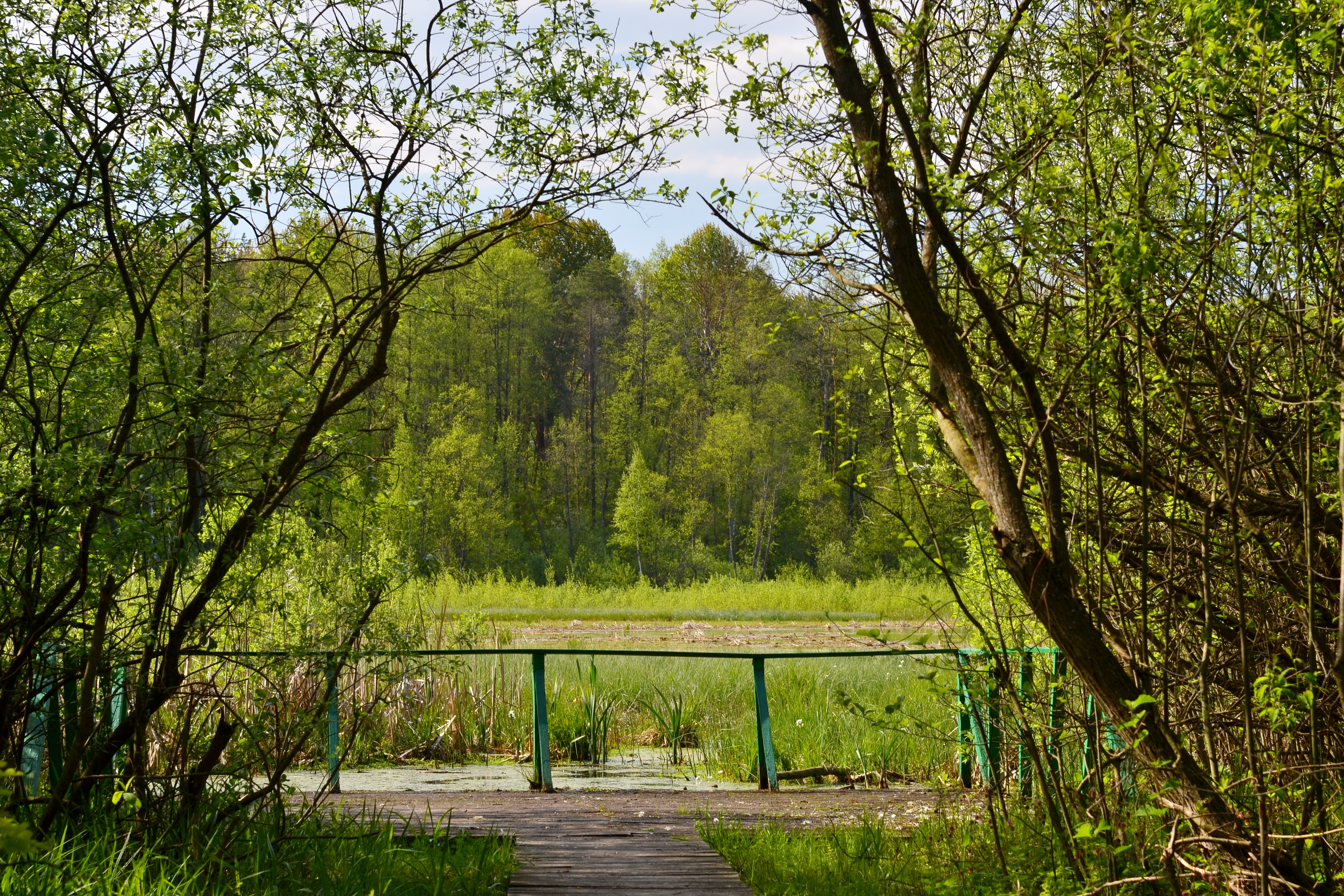
Оглядове місце у 2019 році
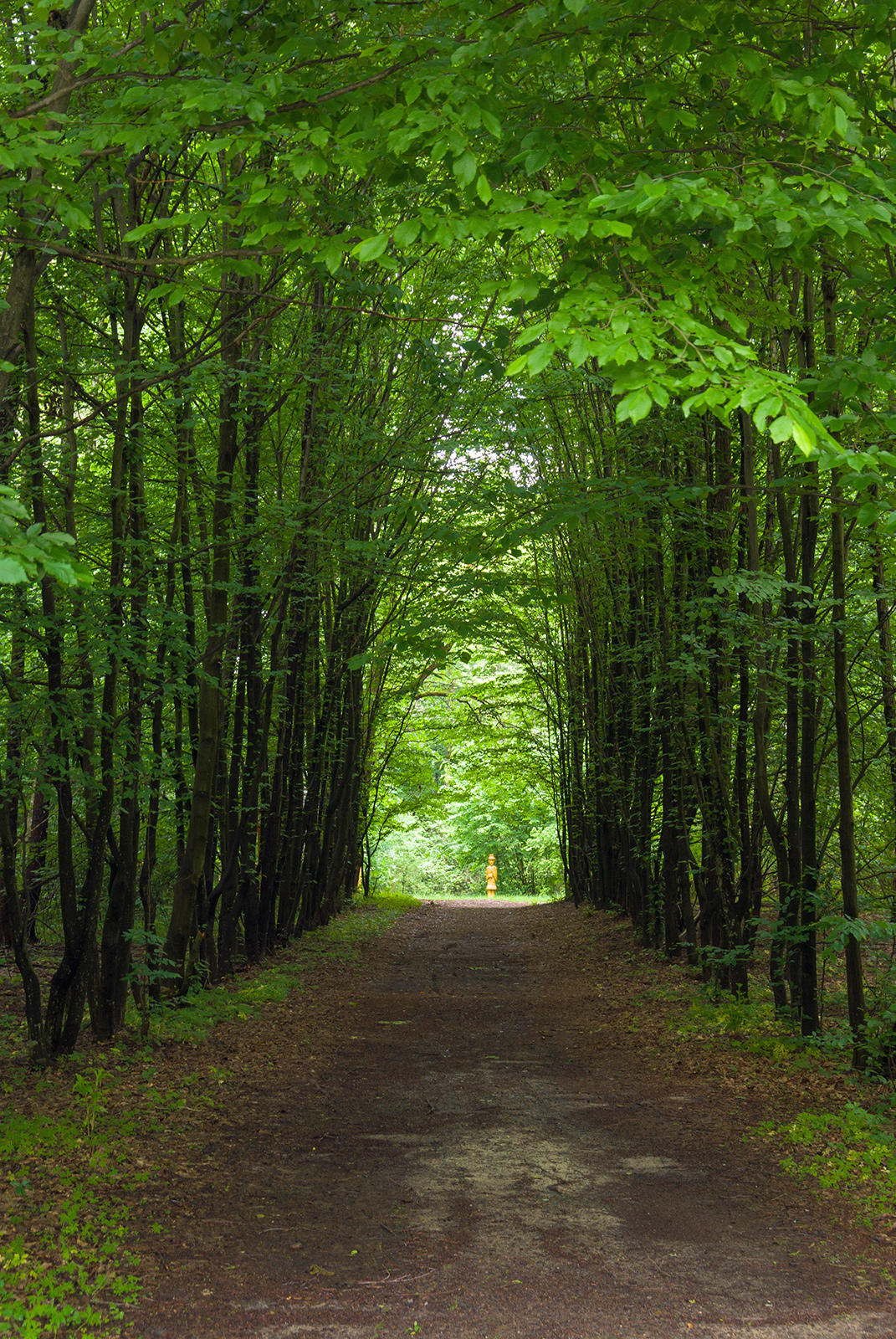
Стежка від входу
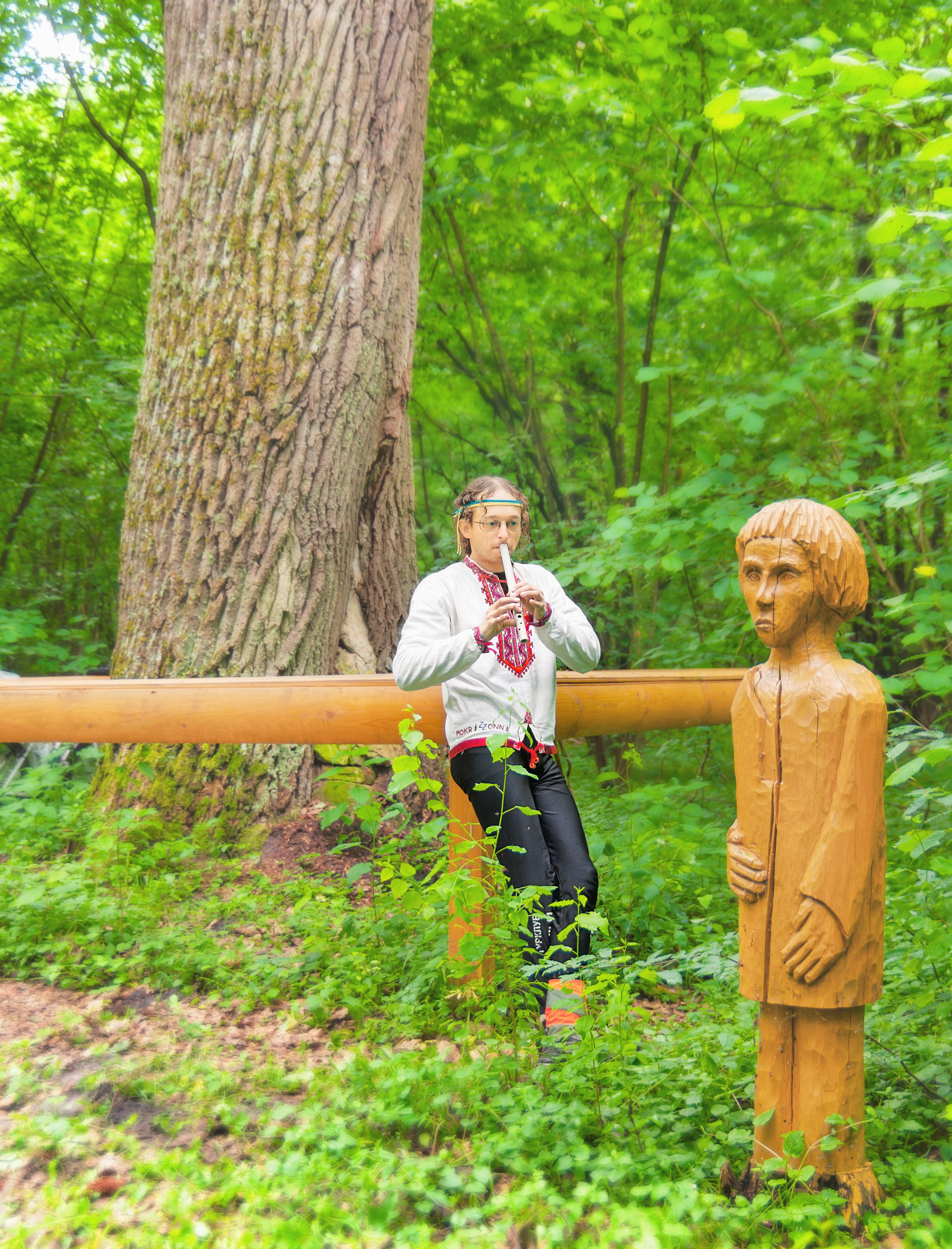
Наче Лукаш награваю мавці із Лесиної «Лісової пісні», яка саме в цьому урочищі зародилась
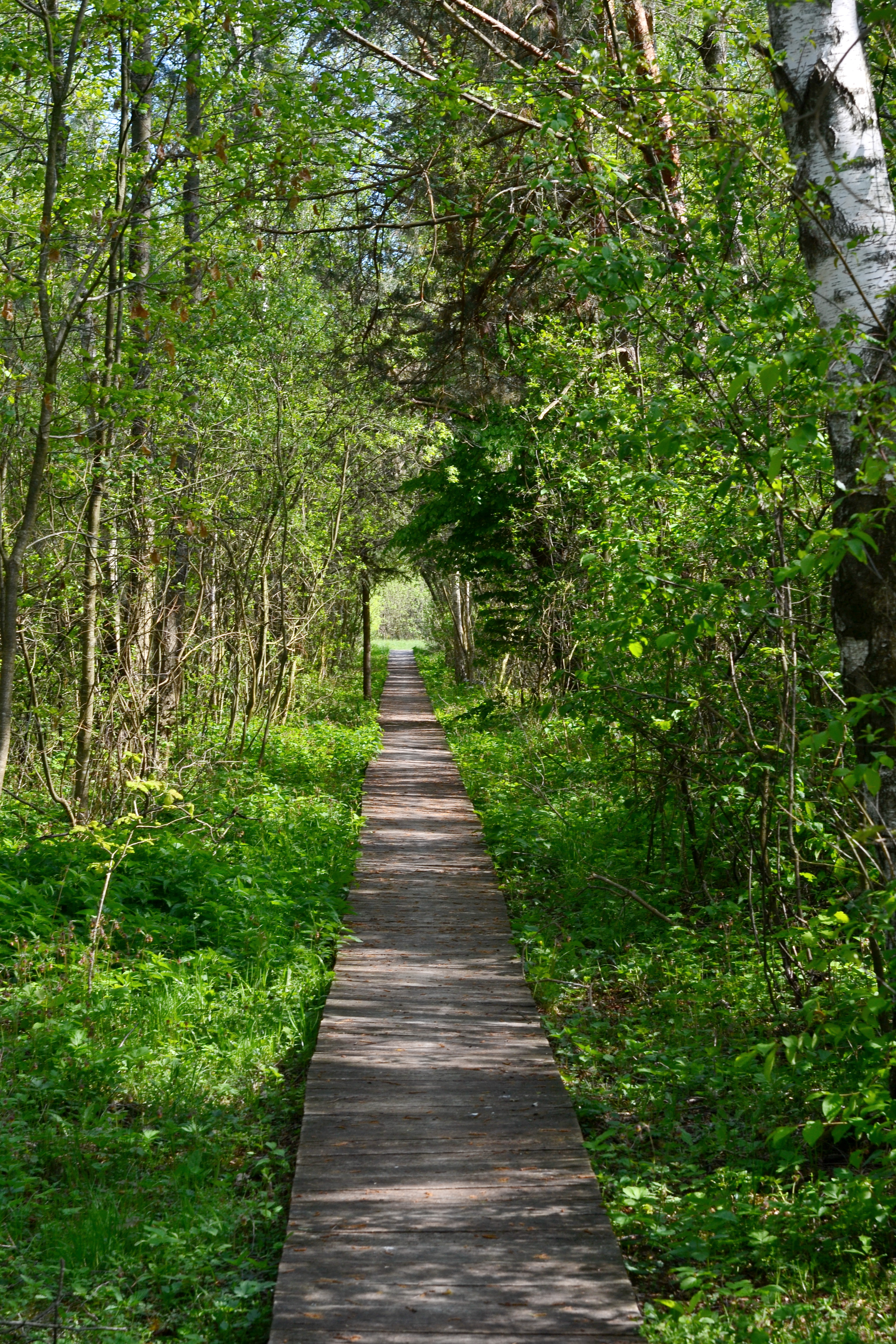
Стежка до озера
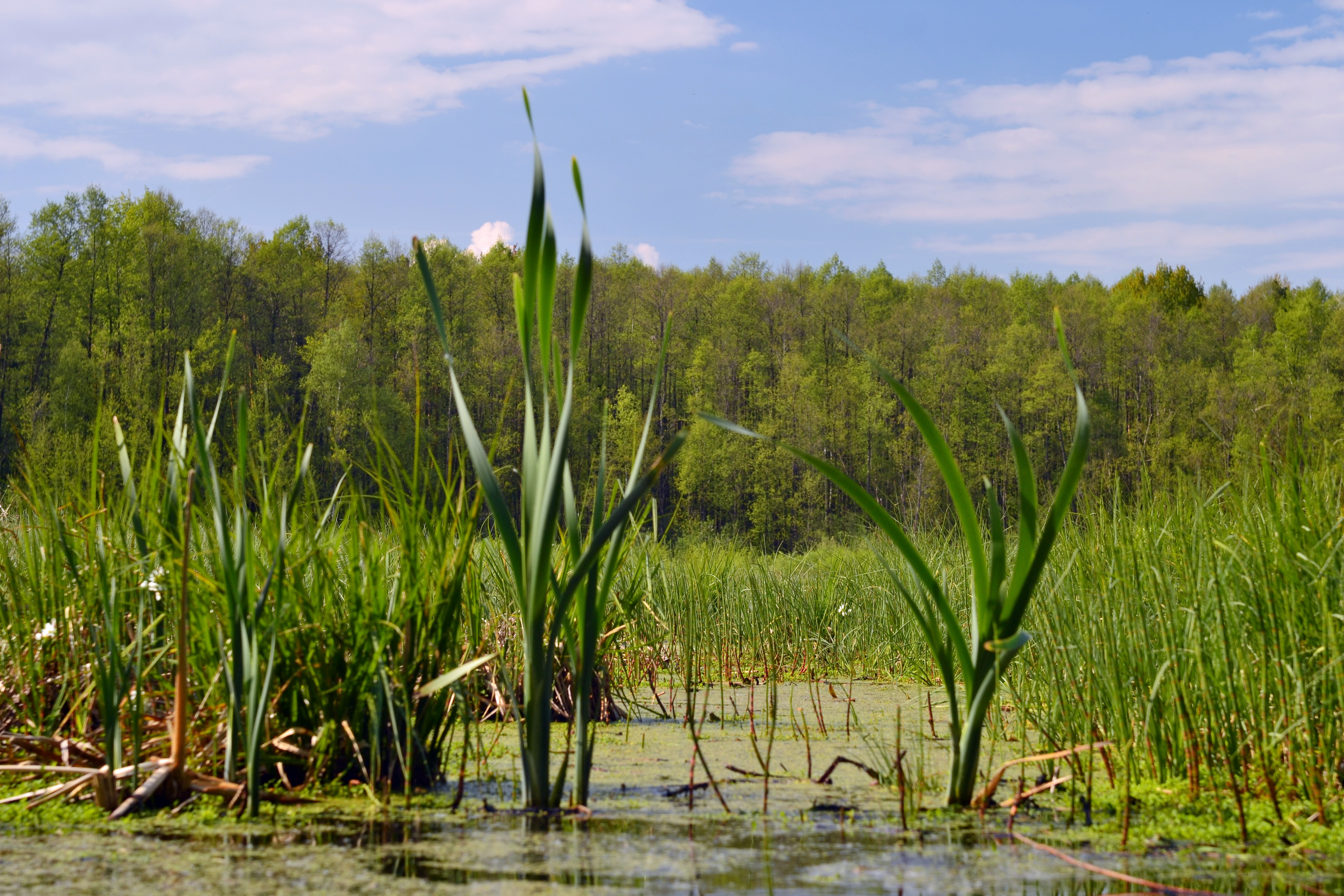
У травні 2019 року
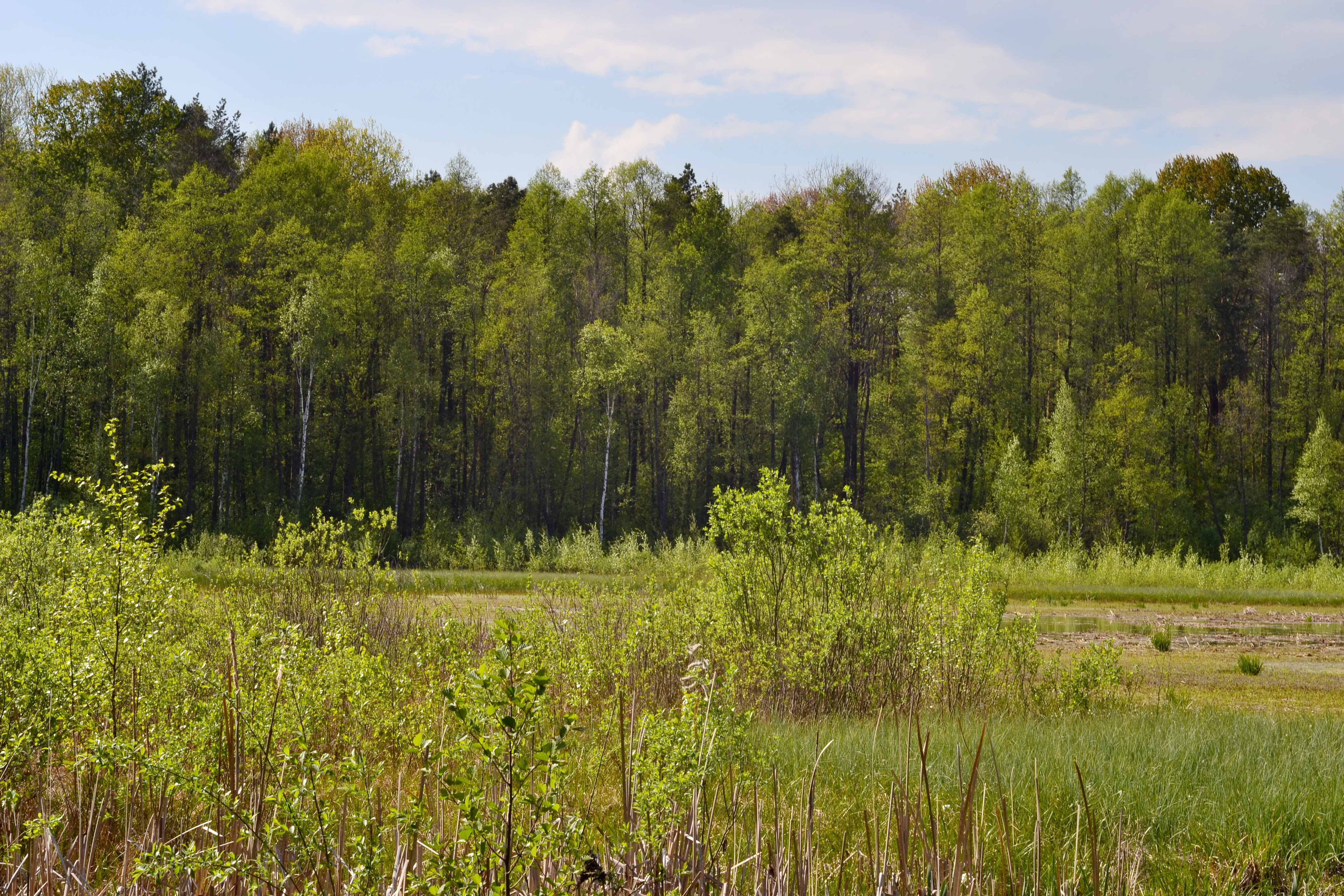
З оглядового місця у травні 2019 року
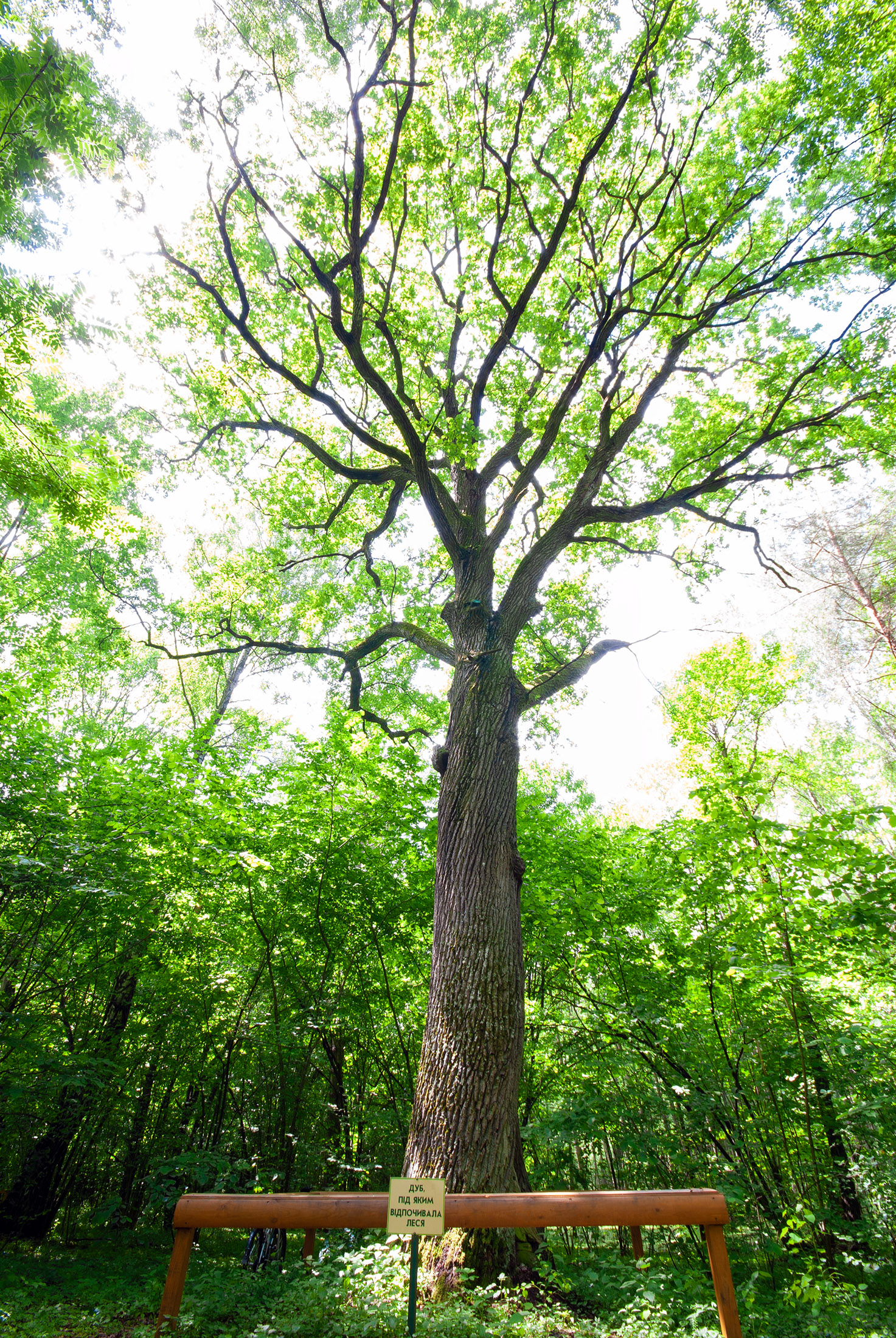
Дуб, під яким відпочивала Леся Українка
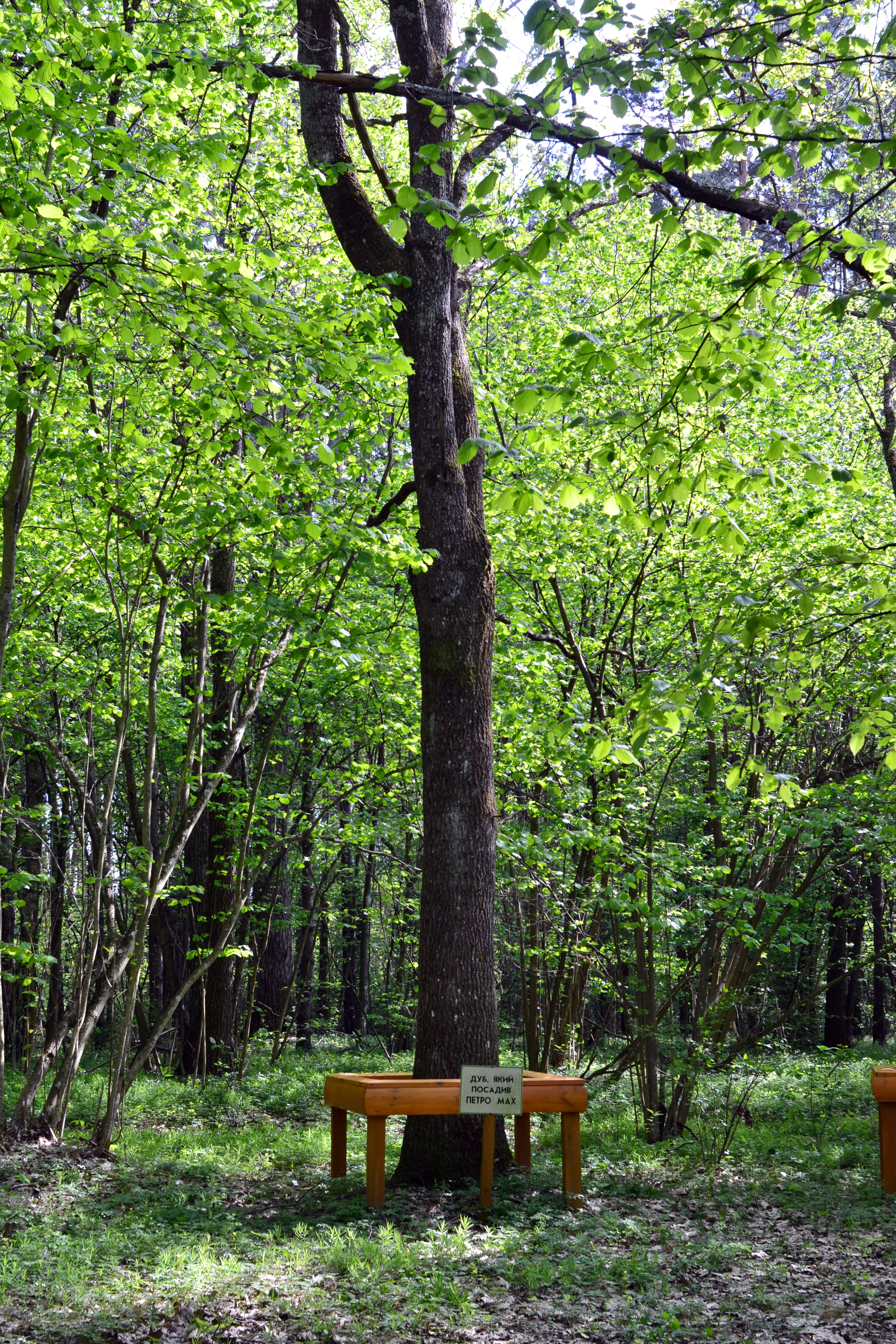
Дуб, який посадив Петро Мах
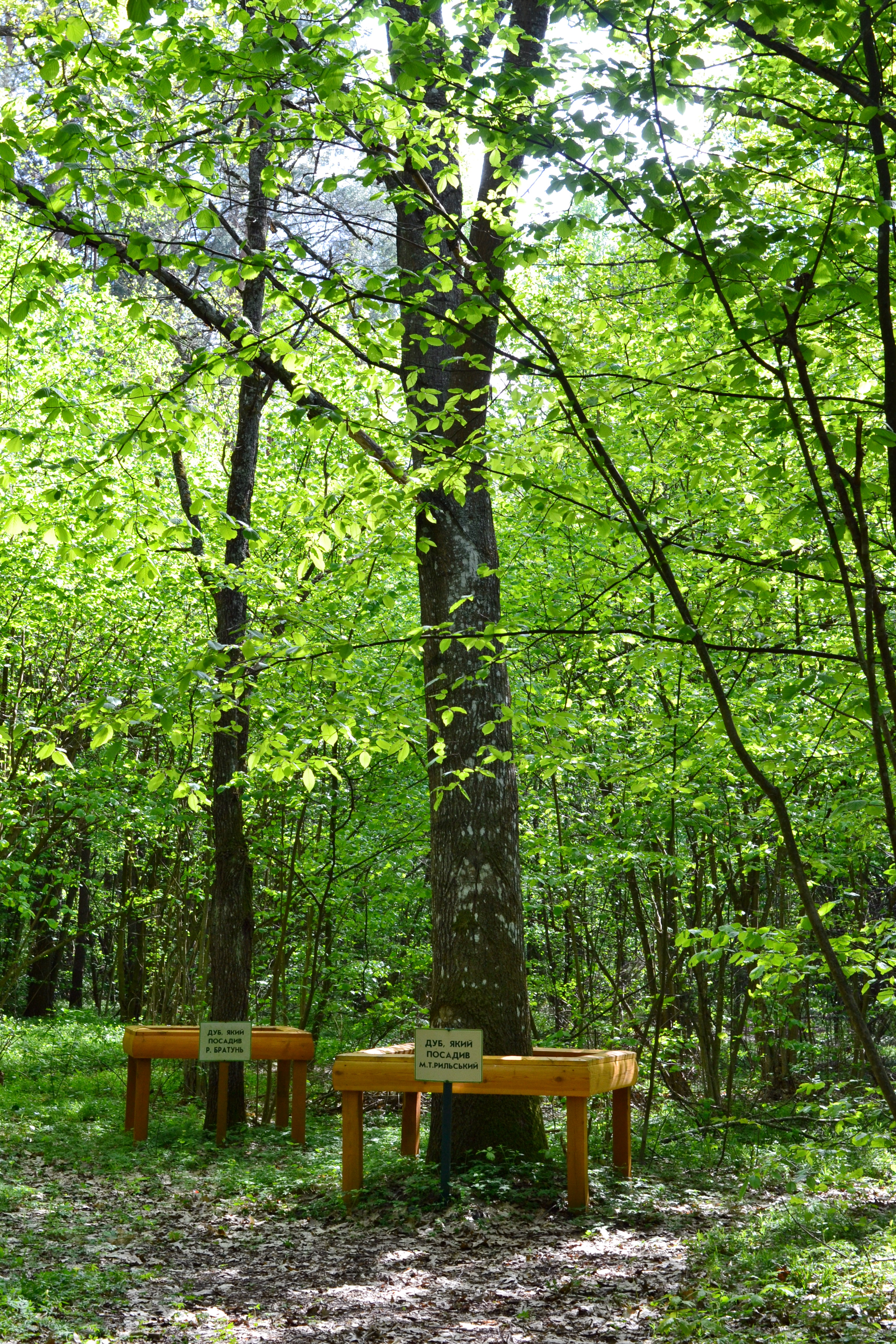
Дуби, які посадили Максим Рильський та Ростислав Братунь
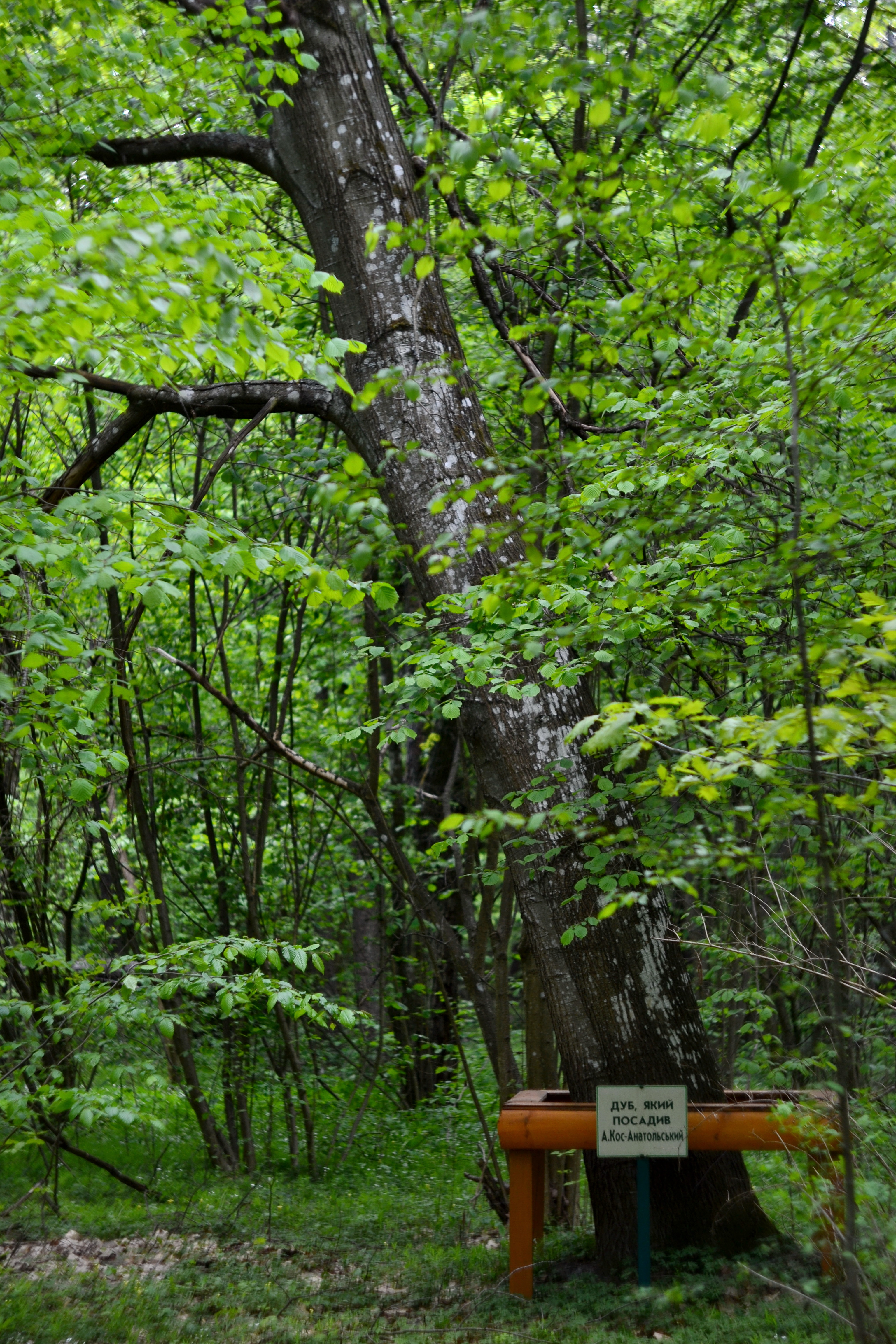
Дуб, який посадив А. Кос-Анатольський
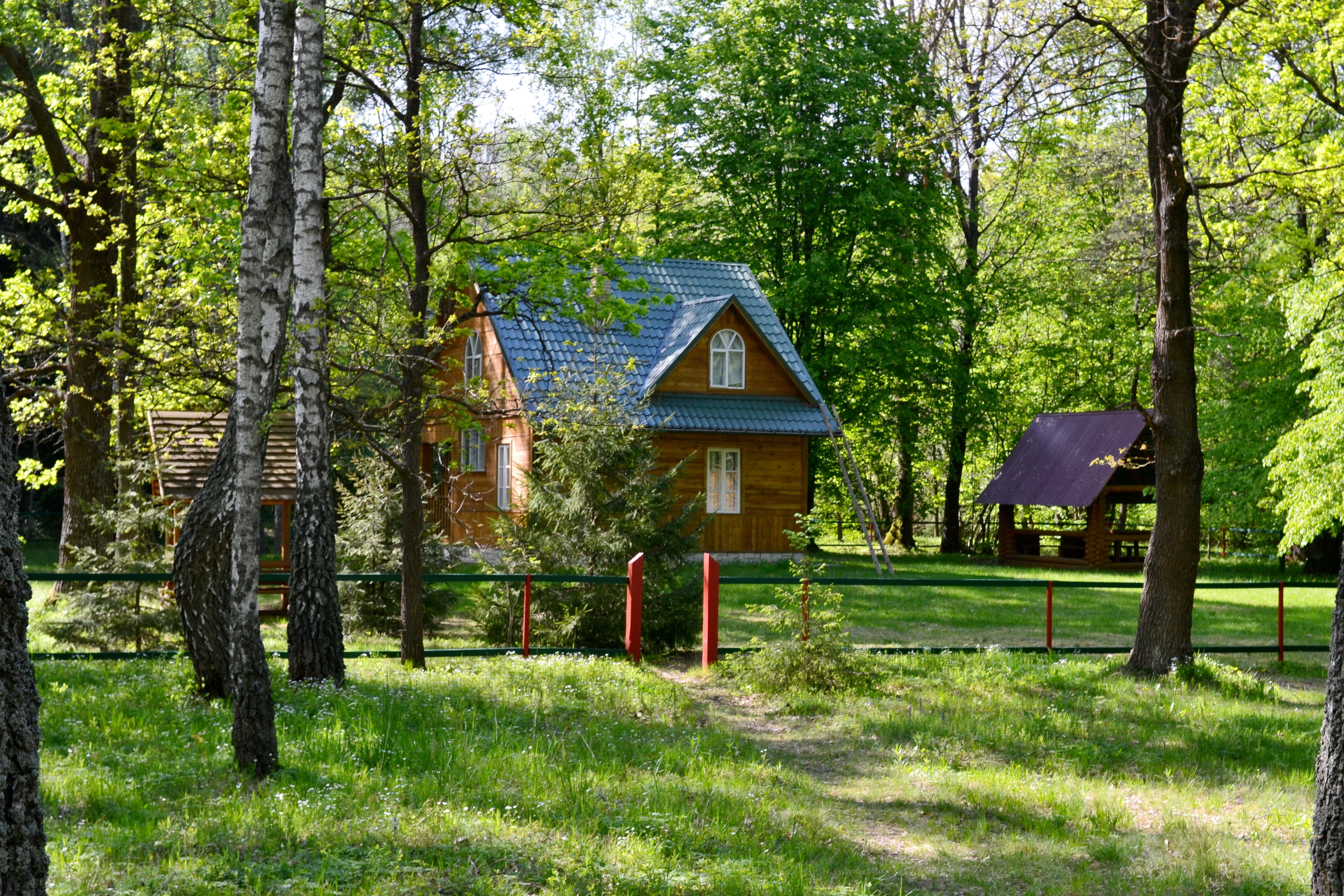
Філія музею Лесі Українки